# Martin Peters
Pour les articles homonymes, voir Peters.
Martin Stanford Peters, né le 8 novembre 1943 à Plaistow dans le Grand Londres et mort le 21 décembre 2019, est un footballeur anglais. 
Il évolue au poste de milieu offensif du début des années 1960 au début des années 1980. Avec l'équipe d'Angleterre, il remporte en tant que titulaire la Coupe du monde 1966.

## Carrière

### En club

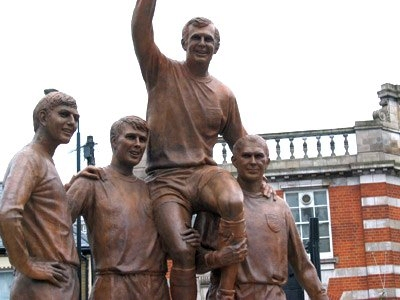
Statue des champions de West Ham United, Martin Peters est le premier sur la gauche.

Martin Peters porte notamment les maillots de West Ham United, Tottenham Hotspur, Norwich City et Sheffield United. Peters signe à West Ham en 1959, comme stagiaire, sous la direction du manager Ted Fenton (en). Il ne fait cependant ses débuts en équipe première, en First Division, qu'en avril 1962, à 18 ans, contre Cardiff City. Il marque son premier but contre Manchester City en septembre de la même année. Peters devient titulaire en 1962-1963. Malgré ses 32 apparitions en championnat en 1963-1964, il ne dispute pas la finale de FA Cup remportée en 1964 par son équipe face à Preston North End (3-2). L'année suivante, il ne manque cependant pas le triomphe des siens en finale de la Coupe d'Europe des vainqueurs de coupe face au 1860 Munich à Wembley. Il a alors pour coéquipiers habituels au milieu de terrain Eddie Bovington (en) et Ronnie Boyce (en). En 1966, il dispute avec West Ham la finale de la Coupe de la Ligue, perdue en deux manches face à West Bromwich Albion (3-5). En 1968-1969 Peters signe sa saison la plus prolifique, avec 24 buts en 48 matchs.
Quelque peu éclipsé en club par les vedettes Bobby Moore et Geoff Hurst, Peters recherche un nouveau club. Lors de son transfert à Tottenham Hotspur en mars 1970, il devient le premier joueur britannique dont l'indemnité de transfert dépasse les 200 000 £. Il y remporte la Coupe de la Ligue en 1971 et 1973 (face à Aston Villa puis Norwich City), et surtout la première édition de la Coupe UEFA en 1972 face à Wolverhampton Wanderers (3–2 en deux manches), après avoir notamment écarté le FC Nantes et le Milan AC. Il s'incline par contre avec les Spurs lors d'une 2e finale de Coupe UEFA en 1974 face au Feyenoord Rotterdam. 
En mars 1975, à 31 ans, il est transféré à Norwich City, club de Second Division dirigé par son ancien coéquipier John Bond pour 50 000 £. Il contribue au retour, puis au maintien, du club dans l'élite en réalisant cinq saisons pleines, au point d'être nommé meilleur joueur de la saison par le club en 1976 et 1977. Il dispute plus de 200 matchs avec Norwich et y termine sa carrière sur un match de jubilé réunissant les vainqueurs de la Coupe du monde 1966. 

### En sélection

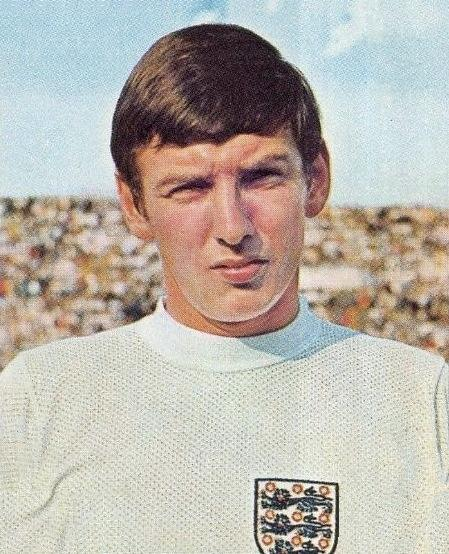
Martin Peters en sélection nationale en 1970.

Milieu de terrain « complet », pouvant jouer aussi bien sur les deux côtés que dans l'axe, il est reconnu pour sa vision du jeu, sa qualité de passe, et pour ses coups francs, sa capacité d'accélération. Le sélectionneur anglais Alf Ramsey dit de lui en 1968, après un match contre l'Écosse, qu'il compte « ten years ahead of his time » en français : « dix ans d'avance sur son temps ». 
Appelé pour la première fois en équipe d'Angleterre en mai 1966, il s'impose comme l'un des éléments essentiels lors de la Coupe du monde organisée quelques mois plus tard. Il dispute cinq matchs, dont la finale remportée sur l'Allemagne. Il participe également comme titulaire à l'Euro 1968, où les Anglais s'inclinent en demi-finale face à la Yougoslavie (1-0), puis à la Coupe du monde de 1970 et à l'Euro 1972, où ils perdent les deux fois en quart de finale face à l'Allemagne. Il honore sa 67e et dernière sélection en mai 1974, à quelques semaines d'une Coupe du monde à laquelle les Anglais ont échoué à se qualifier.

### Fin de carrière
En juillet 1980, il signe à Sheffield United, en 3e division, dans la perspective de remplacer Harry Haslam (en), malade. Il prend sa suite comme manager en janvier 1981 mais, faute de succès (le club est relégué en 4e division) il démissionne en fin de saison. Il termine sa carrière de footballeur au Gorleston F.C. (en), avec lequel il joue en Eastern Counties Football League (en) (le 9e échelon du football anglais) en 1982-1983. En 1984, il quitte complètement le monde du football pour se lancer dans le métier de l'assurance.
En 1978, Peters est fait membre de l'Ordre de l'Empire britannique (MBE) pour les services rendus au football britannique.
En 1998 il rejoint le conseil d'administration de Tottenham Hotspur. En 2002, il fait partie des premiers noms inclus au Hall of Fame créé par le Norwich City FC. Son nom fait en 2006 son entrée au English Football Hall of Fame, en même temps que Ron Greenwood.
En 2006, Peters publie une autobiographie, The Ghost of 66.

## Palmarès
Angleterre
- Vainqueur de la Coupe du monde 1966

West Ham
- Vainqueur de la Coupe des Coupes 1964-1965
- Vainqueur de la FA Cup en 1964
- Vainqueur du Charity Shield en 1964

Tottenham
- Vainqueur de la Coupe UEFA 1971-1972
- Vainqueur de la League Cup en 1971 et 1973

## Statistiques
Martin Peters compte 67 sélections et 20 buts avec l'équipe d'Angleterre entre 1966 et 1974.
| Saison           | Club              | Championnat     | Matchs | Buts |
| ---------------- | ----------------- | --------------- | ------ | ---- |
| 1961-1962        | West Ham United   | First Division  | 5      | 0    |
| 1962-1963        | West Ham United   | First Division  | 36     | 8    |
| 1963-1964        | West Ham United   | First Division  | 32     | 3    |
| 1964-1965        | West Ham United   | First Division  | 35     | 5    |
| 1965-1966        | West Ham United   | First Division  | 40     | 11   |
| 1966-1967        | West Ham United   | First Division  | 41     | 14   |
| 1967-1968        | West Ham United   | First Division  | 40     | 14   |
| 1968-1969        | West Ham United   | First Division  | 42     | 19   |
| 1969-1970 (mars) | West Ham United   | First Division  | 31     | 7    |
| 1969-1970        | Tottenham Hotspur | First Division  | 7      | 2    |
| 1970-1971        | Tottenham Hotspur | First Division  | 42     | 9    |
| 1971-1972        | Tottenham Hotspur | First Division  | 35     | 10   |
| 1972-1973        | Tottenham Hotspur | First Division  | 41     | 15   |
| 1973-1974        | Tottenham Hotspur | First Division  | 35     | 6    |
| 1974-1975 (mars) | Tottenham Hotspur | First Division  | 29     | 4    |
| 1974-1975        | Norwich City      | Second Division | 10     | 2    |
| 1975-1976        | Norwich City      | First Division  | 42     | 10   |
| 1976-1977        | Norwich City      | First Division  | 42     | 7    |
| 1977-1978        | Norwich City      | First Division  | 34     | 7    |
| 1978-1979        | Norwich City      | First Division  | 39     | 10   |
| 1979-1980        | Norwich City      | First Division  | 40     | 8    |
| 1980-1981        | Sheffield United  | Third Division  | 24     | 4    |
| Total            | Total             | Total           | 724    | 175  |